# Leucose
Leucose é uma doença viral agressiva semelhante à leucemia e que é encontrada em animais, particularmente em aves domésticas e gado.

## Tipos de leucose
- Leucose bovina[1]
  - Leucose enzoótica bovina
    - Virus da leucemia bovina

  - Outras leucoses bovinas[1]
    - Leucose esporádica bovina
      - Leucose esporádica juvenil
      - Leucose esporádica tímica
      - Leucose esporádica cutânea
- Leucose em suínos
- Leucose em equinos
- Leucose em ovinos
- Leucose felina
- Leucose linfoide em aves
  - Virus da leucemia felina
- Leucose aviária e doenças correlas
  - Virus da leucose/sarcoma aviário
    - Leucose linfóide
    - Eritroblastose
    - Osteopetrose
    - Mieloblastose
    - Mielocitomatose